# Europese kampioenschappen roeien 2022
De Europese kampioenschappen roeien 2022 werden van donderdag 11 augustus tot en met maandag 14 augustus gehouden op de Regattastrecke Oberschleißheim, aan de noordrand van München, Duitsland. Meer dan vijfhonderdvijftig roeiers uit drieëndertig landen deden mee aan het toernooi. Er werden medailles verdeeld op drieëntwintig onderdelen, tien bij de mannen, negen bij de vrouwen en vier voor paralympische sporters. Het roeitoernooi is eens in de vier jaar onderdeel van de Europese Kampioenschappen.

## Medaillewinnaars

### Mannen
| Bootklasse              | Goud | Goud    | Zilver | Zilver                                            | Brons | Brons                                             |
| Skiff M1x               | Nederland Melvin Twellaar | 7.14,72 | Griekenland Stefanos Ntouskos | 7.15,10                                           | Bulgarije Kristian Vasilev | 7.16,37                                           |
| Twee zonder M2-         | Roemenië Marius Cozmiuc Sergiu Bejan | 6.44,28 | Verenigd Koninkrijk Oliver Wynne-Griffith Thomas George                                                                                                   | 6.46,52                                           | Spanje Jaime Canalejo Javier García Ordóñez | 6.49,13                                           |
| Dubbel twee M2x         | Kroatië Martin Sinkovic Valent Sinkovic | 6.35,93 | Spanje Aleix Garcia Pujolar Rodrigo Conde Romero | 6.38,46                                           | Litouwen Armandas Kelmelis Dovydas Nemeravicius | 6.42,11                                           |
| Vier zonder M4-         | Verenigd Koninkrijk William Stewart Sam Nunn Matthew Aldridge Freddie Davidson                                                                          | 6.15,43 | Nederland Ralf Rienks Ruben Knab Sander de Graaf Rik Rienks                                                                                               | 6.17,69                                           | Roemenië Mihăiță Țigănescu Mugurel Vasile Semciuc Stefan Berariu Florin Lehaci                                                                                        | 6.19,49                                           |
| Dubbel vier M4x         | Italië Nicolò Carucci Andrea Panizza Luca Chiumento Giacomo Gentili                                                                                     | 6.06,77 | Polen Dominik Czaja Mateusz Biskup Mirosław Ziętarski Fabian Barański                                                                                     | 6.07,85                                           | Roemenië Mihai Chiruță Ciprian Tudosă Ioan Prundeanu Marian Enache | 6.08,27                                           |
| Acht M8+                | Verenigd Koninkrijk Rory Gibbs Morgan Bolding David Bewicke-Copley Sholto Carnegie Charles Elwes Thomas Digby James Rudkin Thomas Ford Harry Brightmore | 5.49,67 | Nederland Niki van Sprang Lennart van Lierop Abe Wiersma Jacob Van De Kerkhof Michiel Mantel Mick Makker Guus Mollee Guillaume Krommenhoek Dieuwke Fetter | 5.54,21                                           | Italië Vincenzo Abbagnale Cesare Gabbia Emanuele Gaetani Liseo Matteo Lodo Marco Di Costanzo Matteo Castaldo Giuseppe Vicino Leonardo Pietra Caprina Enrico D'Aniello | 5.55,08                                           |
| Lichte skiff LM1x       | Griekenland Antonios Papakonstantinou | 7.21,84 | Italië Gabriel Soares | 7.24,21                                           | Zwitserland Andri Struzina | 7.31,23                                           |
| Lichte twee zonder LM2- | Hongarije Bence Szabo Kalman Furko | 7.17,40 | Turkije Enes Yenipazarli Bayram Sonmez | 7.25,55                                           | Niet uitgereikt (er deden slechts drie boten mee) | Niet uitgereikt (er deden slechts drie boten mee) |
| Lichte dubbel twee LM2x | Ierland Fintan McCarthy Paul O'Donovan | 6.34,72 | Italië Pietro Ruta Stefano Oppo | 6.38,40                                           | Zwitserland Jan Schaeble Raphael Ahumada Ireland | 6.39,67                                           |
| Lichte dubbel vier LM4x | Italië Antonio Vicino Martino Goretti Niels Torre Patrick Rocek                                                                                         | 6.17,83 | Niet uitgereikt (er deden slechts twee boten mee) | Niet uitgereikt (er deden slechts twee boten mee) | Niet uitgereikt (er deden slechts twee boten mee) | Niet uitgereikt (er deden slechts twee boten mee) |

### Vrouwen
| Bootklasse              | Goud | Goud                | Zilver | Zilver                                            | Brons | Brons                                             |
| Skiff W1x               | Nederland Karolien Florijn | 8.01,43             | Griekenland Evangelia Anastasiadou | 8.08,20                                           | Duitsland Alexandra Foester | 8.09,86                                           |
| Twee zonder W2-         | Roemenië Ioana Vrînceanu Denisa Tîlvescu | 7.34,41             | Verenigd Koninkrijk Emily Ford Esme Booth | 7.36,20                                           | Nederland Ymkje Clevering Veronique Meester | 7.39,49                                           |
| Dubbel twee W2x         | Roemenië Ancuta Bodnar Simona Radis | 7.14,85             | Nederland Roos de Jong Laila Youssifou | 7.21,84                                           | Italië Kiri Tontodonati Stefania Gobbi | 7.23,04                                           |
| Vier zonder W4-         | Verenigd Koninkrijk Heidi Long Rowan McKellar Samantha Redgrave Rebecca Shorten                                                                       | 6.50,92             | Ierland Natalie Long Aifric Keogh Tara Hanlon Eimear Lambe                                                                                                 | 6.52,99                                           | Roemenië Mădălina Bereș Iuliana Buhuș Magdalena Rusu Amalia Bereș                                                                                             | 6.53,83                                           |
| Dubbel vier W4x         | Verenigd Koninkrijk Jessica Marie Leyden Lola Anderson Georgina Brayshaw Lucy Glover                                                                  | 6.49,21             | Nederland Nika Vos Tessa Dullemans Ilse Kolkman Bente Paulis                                                                                               | 6.52,52                                           | Oekraïne Daryna Verkhogliad Nataliya Dovgodko Kateryna Dudchenko Yevheniia Dovhodko                                                                           | 6.53,76                                           |
| Acht W8+                | Roemenië Magdalena Rusu Iuliana Buhus Nicoleta-Ancuța Bodnar Denisa Tîlvescu Mădălina Bereș Amalia Beres Ioana Vrinceanu Simona Radis Adrian Munteanu | 6.26,38             | Verenigd Koninkrijk Rebecca Edwards Lauren Irwin Emily Ford Esmé Booth Samantha Redgrave Rebecca Shorten Rowan McKellar Heidi Long Morgan Baynham-Williams | 6.28,20                                           | Nederland Benthe Boonstra Laila Youssifou Hermijntje Drenth Marloes Oldenburg Roos de Jong Tinka Offereins Ymkje Clevering Veronique Meester Aniek van Veenen | 6.35,68                                           |
| Lichte skiff LW1x       | Roemenië Ionela Cozmiuc | 8.04,41             | Griekenland Zoi Fitsiou | 8.09,21                                           | Nederland Martine Veldhuis | 8.10,20                                           |
| Lichte twee zonder LW2- | Onderdeel vervallen | Onderdeel vervallen | Onderdeel vervallen | Onderdeel vervallen                               | Onderdeel vervallen | Onderdeel vervallen                               |
| Lichte dubbel twee LW2x | Verenigd Koninkrijk Emily Craig Imogen Grant | 7.27,82             | Frankrijk Laura Tarantola Claire Bové | 7.33,33                                           | Italië Valentina Rodini Federica Cesarini | 7.36,87                                           |
| Lichte dubbel vier LW4x | Italië Giulia Mignemi Paola Piazzolla Silvia Crosio Arianna Noseda                                                                                    | 6.58,48             | Niet uitgereikt (er deden slechts twee boten mee) | Niet uitgereikt (er deden slechts twee boten mee) | Niet uitgereikt (er deden slechts twee boten mee) | Niet uitgereikt (er deden slechts twee boten mee) |

### Para-roeien
| Bootklasse                         | Goud                                                                                                  | Goud     | Zilver                                                                                     | Zilver   | Brons                                                                                | Brons    |
| Para mannen skiff PR1 M1x          | Italië Giacomo Perini                                                                                 | 9.38,48  | Oekraïne Roman Polianskyi                                                                  | 9.46,44  | Verenigd Koninkrijk Benjamin Pritchard                                               | 9.53,75  |
| Para vrouwen skiff PR1 W1x         | Noorwegen Birgit Skarstein                                                                            | 10.59,89 | Duitsland Manuela Diening                                                                  | 11.07,89 | Oekraïne Anna Sheremet                                                               | 11.18,55 |
| Para gemengd dubbel twee PR2 Mix2x | Oekraïne Svitlana Bohuslavska Iaroslav Koiuda                                                         | 8.53,72  | Frankrijk Perle Bouge Stéphane Tardieu                                                     | 8.57,95  | Polen Jolanta Majka Michał Gadowski                                                  | 9.02,88  |
| Para gemengd vier PR3 Mix4+        | Verenigd Koninkrijk Francesca Allen Giedrė Rakauskaitė Edward Fuller Oliver Stanhope Erin Kennedy (c) | 7.06,73  | Frankrijk Erika Sauzeau Margot Boulet Jerome Hamelin Laurent Cadot Emilie Acquistapace (c) | 7.26,06  | Duitsland Jan Helmich Susanne Lackner Katharina Marchand Marc Lembeck Inga Thöne (c) | 7.33,17  |

## Medailleklassement
| Plaats | Land                | Goud | Zilver | Brons | Totaal |
| 1      | Verenigd Koninkrijk | 5    | 2      | 0     | 7      |
| 2      | Roemenië            | 5    | 0      | 3     | 8      |
| 3      | Italië              | 3    | 2      | 3     | 8      |
| 4      | Nederland           | 2    | 4      | 3     | 9      |
| 5      | Griekenland         | 1    | 3      | 0     | 4      |
| 7      | Ierland             | 1    | 1      | 0     | 2      |
| 8      | Hongarije           | 1    | 0      | 0     | 1      |
| 8      | Kroatië             | 1    | 0      | 0     | 1      |
| 8      | Noorwegen           | 1    | 0      | 0     | 1      |
| 11     | Spanje              | 0    | 1      | 1     | 2      |
| 12     | Frankrijk           | 0    | 1      | 0     | 1      |
| 12     | Polen               | 0    | 1      | 0     | 1      |
| 12     | Turkije             | 0    | 1      | 0     | 1      |
| 15     | Zwitserland         | 0    | 0      | 2     | 2      |
| 16     | Bulgarije           | 0    | 0      | 1     | 1      |
| 16     | Duitsland           | 0    | 0      | 1     | 1      |
| 16     | Litouwen            | 0    | 0      | 1     | 1      |
| 16     | Oekraïne            | 0    | 0      | 1     | 1      |
| Totaal | Totaal              | 20   | 16     | 16    | 52     |

| Plaats | Land                | Goud | Zilver | Brons | Totaal |
| 1      | Oekraïne            | 1    | 1      | 1     | 3      |
| 2      | Verenigd Koninkrijk | 1    | 0      | 1     | 2      |
| 3      | Italië              | 1    | 0      | 0     | 1      |
| 3      | Noorwegen           | 1    | 0      | 0     | 1      |
| 4      | Frankrijk           | 0    | 2      | 0     | 2      |
| 5      | Duitsland           | 0    | 1      | 1     | 2      |
| 6      | Polen               | 0    | 0      | 1     | 1      |
| Totaal | Totaal              | 4    | 4      | 4     | 12     |